# Duolandrevus amplus
Duolandrevus amplus är en insektsart som beskrevs av Andrej Vasiljevitj Gorochov 2005. Duolandrevus amplus ingår i släktet Duolandrevus och familjen syrsor. Inga underarter finns listade i Catalogue of Life.